# Andy (Virginia Occidental)
Andy es un área no incorporada ubicada en el condado de Wetzel, Virginia Occidental, Estados Unidos. Está catalogada como un asentamiento humano por la Junta de Nombres Geográficos de los Estados Unidos.
El número de identificación (ID) asignado por el Servicio Geológico de Estados Unidos es 1729654. Se encuentra a 286 m s. n. m. (938 pies) según el conjunto de datos de elevación nacional.